# Straßenbahn Seoul
Eine Straßenbahn gab es in Seoul von 1897 bis 1968.

## Geschichte

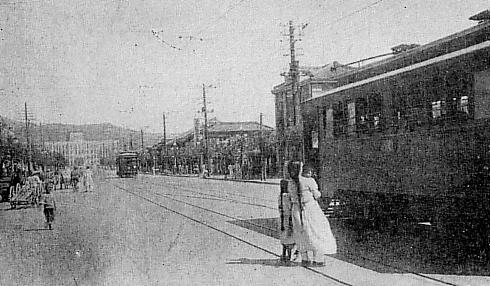
Straßenbahn in der wichtigen Taihei-Dori-Straße, Keijō (Name Seouls von 1910 bis 1945, Aufnahme aus dieser Zeit)

Die Geschichte der Straßenbahn begann in Hanseong (der Name Seouls zu dieser Zeit) im Jahre 1897 mit der Vergabe einer Konzession durch den koreanischen König Gojong an die amerikanischen Geschäftsmänner Henry Collbran und Harry Bostwick. Die Firma American-Korean Electric Co. erhielt den Auftrag, neben der elektrischen Straßenbahn auch für die elektrische Straßenbeleuchtung zu sorgen und ein Wasserwerk zu planen.
Im Mai 1899 wurde die erste Strecke mit einer Spurweite von 1067 mm (Kapspur) eröffnet. Bereits einige Tage später wurde nach einem Unfall der Betrieb eingestellt, da die japanischen Fahrer wegen der darauf folgenden Übergriffe der Bevölkerung auf die Fahrer das Land verließen. Der Betrieb konnte erst einige Monate später wiedereröffnet werden. Als Fahrer wurden diesmal amerikanische Fahrer eingesetzt.
Im Jahre 1909 wurde die Straßenbahn an die Nikkan Gas & Electric Co. verkauft.
Nach dem Zweiten Weltkrieg wurde der Straßenbahnbetrieb von der Kyǒngsǒng Electric Company betrieben. Am 29. November 1968 wurde die elektrische Straßenbahn in Seoul eingestellt.

## Betriebsmittel
Am Anfang wurden 9 Straßenbahn-Triebwagen aus amerikanischer Produktion eingesetzt, wobei ein spezieller Wagen für den König Gojong reserviert war. Ein Wagen (Länge ca. 8,7 m) konnte 40 Fahrgäste in zwei Klassen transportieren und hatte für die 1. Klasse in der Mitte ein geschlossenes Abteil. Die Geschwindigkeit der Wagen betrug in den ersten Betriebsjahren ca. 5 km/h.

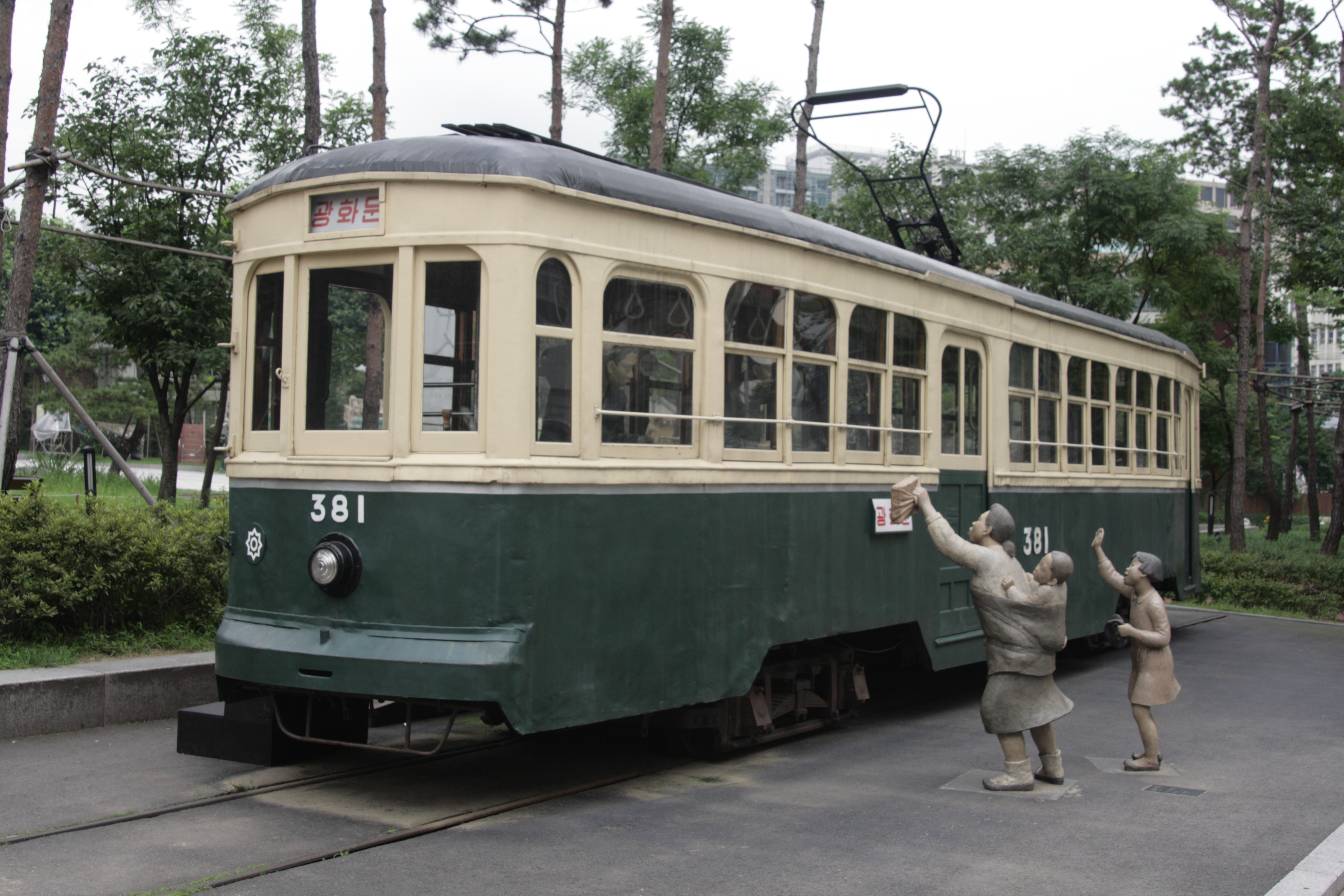
Historischer Straßenbahnwagen 381 aus der Kolonialzeit, der bis heute überlebt hat

Während der Zeit, als Korea ein Teil des Japanischen Kaiserreichs war (1910 bis 1945/48) kamen die Fahrzeuge aus Japan. Einer dieser Wagen, genauer der Straßenbahnwagen 381, der 1930 in Keijō in Betrieb ging und erst mit der Einstellung des Straßenbahnbetriebes ausgemustert wurde, kann seit 2007 vor dem Historischen Museum Seouls besichtigt werden.
Nach dem Koreakrieg wurden ab ca. 1952 gebrauchte amerikanische Straßenbahnwagen eingeführt, u. a. 20 Wagen aus Nashville (Tennessee), 20 Wagen aus Atlanta und 15 Wagen aus Los Angeles.
| Jahr | Anzahl Wagen | Anzahl Passagiere pro Tag |
| ---- | ------------ | ------------------------- |
| 1899 | 9            |                           |
| 1910 | 37           | 9.810                     |
| 1935 | 154          | 150.000                   |
| 1950 | 111          |                           |
| 1964 | 223          | ca. 350.000               |

## Streckennetz

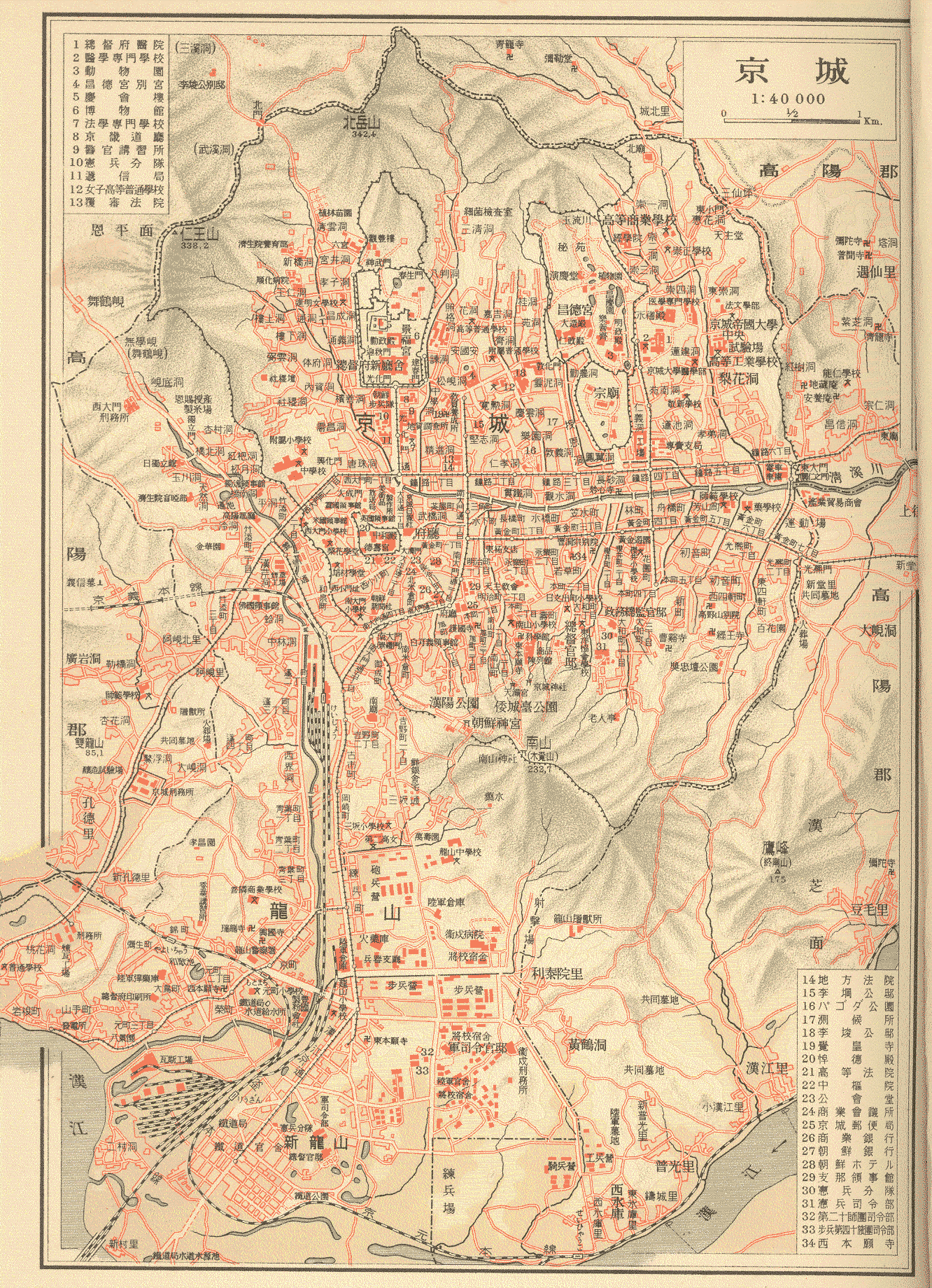
Karte Keijōs von 1937 mit eingezeichneten Straßenbahnstrecken

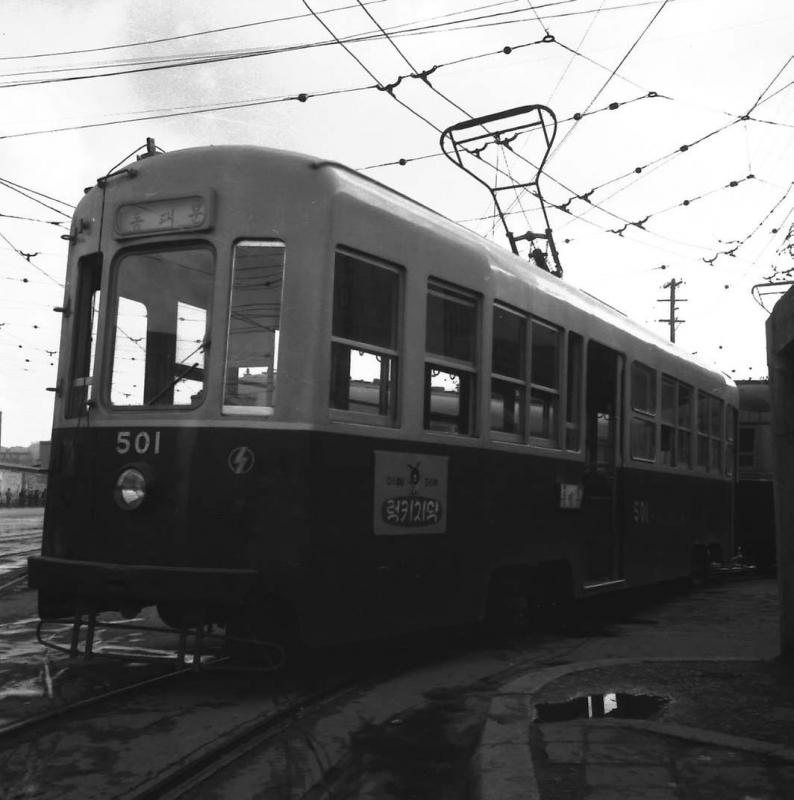
Straßenbahnwagen in Seoul (1963)

Die Betriebslänge betrug 1914 ca. 26 km. Das Maximum der Netzgröße wurde 1941 erreicht. Ca. 1960 betrug die Betriebslänge um die 50 km.
In der folgenden Tabelle ist der Verlauf des Streckennetzes im Zustand des Jahres 1945 aufgelistet. Die Strecken der heutigen U-Bahn Seoul folgen zum Teil dem Verlauf der ehemaligen Straßenbahn. Deshalb sind die Namen in der Tabelle entsprechend markiert (Straßennamen (S), Station der U-Bahn mit Linienangabe (U-x), U-Bahn-Linie (L-x)).
| lfd. Nr. | Streckenbeginn                                                  | Streckenverlauf | Streckenende                                   | Strecken- länge | Bemerkung                                                                      |
| -------- | --------------------------------------------------------------- | --- | ---------------------------------------------- | --------------- | ------------------------------------------------------------------------------ |
| 1        | Endstation Hyoja-dong/ Gyeongbokgung Palast                     | - Hyojaro (S) – Sajingno (S)(L-3) – Sejongno (S) - Taepyeongno (S)(L-1) Namdaemunno (S)(L-1)                                                                                          | Seoul Station                                  |                 |                                                                                |
| 2        | Endstation Sagan-dong/ Gyeongbokgung Palast                     | - Samcheongdong-gil (S) – Sajingno (S)(L-3) - Sejongno (S) | siehe lfd. Nr. 1                               |                 |                                                                                |
| 3        | Endstation Mapo-dong (ehemaliger Fähranleger zur Insel Yeouido) | - kurzer Straßenverlauf in Mapo-dong (L-5) - eigene Strecke bis vor Ahyeon-dong (l-5) - Maporo (S) (Kreuzung der Eisenbahnstrecke nach P'yŏngyang - Seodaemun (U-5) – Jongno (S)(L-1) | Heuginjimun Dongdaemun (Tor)                   |                 | Das Straßenbahndepot befand sich in der Nähe von Dongdaemun                    |
| 4        | Endstation Sungin-dong                                          | - Jibonggil (S)(L-6) – Wangsanro (S)(L-1) | siehe lfd. Nr. 3 Heuginjimun Dongdaemun-Tor    |                 |                                                                                |
| 5        | aus Richtung Cheongnyangni (U-1)                                | - Wangsanro (S)(L-1) | siehe lfd. Nr. 3 Heuginjimun Dongdaemun-Tor    |                 | Streckenbeginn unklar                                                          |
| 6        | aus Richtung Wangsimni (U-2)                                    | - Dongdaemun Stadium (U-2) – Euljiro (S)(L-2) Namdaemunno (S) | Namdaemunno (S)(L-1)                           |                 | Streckenbeginn unklar                                                          |
| 7        | Heuginjimun Dongdaemun (Tor)                                    | - Heunginmunno (S)(L4) | siehe lfd. Nr. 6 Euljiro (S)(L-2)              |                 |                                                                                |
| 8        | Dongguk Universität (U-3)                                       | - Straße Richtung Norden - bis Dongdaemun Stadium (U-2) | siehe lfd. Nr. 6 Euljiro (S)(L-2)              |                 |                                                                                |
| 9        | Endhaltestelle Myeongjeongjeon                                  | - Changgyeonggungro (S) (Kreuzung mit lfd. Nr. 3) - Baeogae-gil (S)(L-5) (Kreuzung mit lfd. Nr. 6) - Baeogae-gil (S)                                                                  | Endhaltestelle Kreuzung Toegyero/Baeogae-gil   |                 |                                                                                |
| 10       | lfd. Nr. 3 Kreuzung Jongno/Ujeonggungno                         | - Ujeonggungno (S) – Sajingno (S)(L-3) | lfd. Nr. 2 Kreuzung Sajingno/Samcheongdong-gil |                 |                                                                                |
| 11       | lfd. Nr. 3 Kreuzung Jongno/Namdaemunno                          | - Namdaemunno (S) | lfd. Nr. 6 Kreuzung Euljiro/Namdaemunno        |                 |                                                                                |
| 12       | Endhaltestelle Muakjae (U-3)                                    | - Uijuro (S)(L-3) – Dongnimmun (Tor) - Uijuro (S) | Seoul Station                                  |                 |                                                                                |
| 13       | aus Yeongdeungpo-dong                                           | (Kreuzung der Eisenbahnstrecke nach Incheon) (Haltestelle Noryangjin Station) (Han-gang Brücke) – Sinyongsan (U-4) weiter entsprechend dem Verlauf der L-4                            | Seoul Station                                  |                 | Streckenbeginn unklar. Hinweis: Zwei Anschlussgleise im Bereich Samgakji (U-4) |
| 14       | 1. Abzweig im Bereich Sinyongsan                                | - Yongsan Station | 2. Abzweig im Bereich Sinyongsan               |                 | Anschluss des Bahnhofs Yongsan der Eisenbahn                                   |
| 15       | Endhaltestelle Sinchang-dong (ehemaliges Elektrizitätswerk)     | (Kreuzung der Eisenbahn im Bereich Hyochang Park (U-6)) | lfd. Nr. 13 im Bereich Namyeong (U-1)          |                 |                                                                                |

## Neue Straßenbahn ab 2025
In Zukunft ist die Wiedereinführung der Straßenbahn in Seoul vorgesehen. 
Die Wirye-Linie, deren Bau am 28. November 2022 genehmigt wurde, soll den Bahnhof Macheon der U-Bahnlinie 5 mit den Bahnhof Bokjeong, wo ein Umstieg zur U-Bahnlinie 8 und zur Suin-Budang-Linie ermöglicht werden soll, verbinden, um das Wohngebiet Wirye New Town zu erschließen, wobei zusätzlich eine Zweigstrecke von Changgok zum U-Bahnhof Namwirye der Linie 8 vorgesehen ist. Die Strecke soll insgesamt 5,4 Kilometer lang werden und über 12 Haltestellen verfügen.
Der Bau der Strecke begann im April 2023, die Fertigstellung ist für September 2025 vorgesehen.
Für den Betrieb auf der Strecke sind zehn akkubetriebene fünfteilige Niederflurwagen mit einer Kapazität von jeweils 260 Personen vorgesehen, welche von Woojin Industrial Systems gebaut werden sollen.
Zu Hauptverkehrszeiten ist auf der Hauptstrecke ein 5-Minuten-Takt und auf der Zweigstrecke nach Namwirye ein 10-Minuten-Takt vorgesehen, während in der Nebenverkehrszeit auf der Hauptstrecke ein 10-Minuten-Takt und auf der Zweigstrecke ein 15-Minuten-Takt geplant ist.